# ネイスミス・トロフィー
ネイスミス・トロフィー（Naismith Trophy）は、男子バスケットボールの国際大会であるFIBAバスケットボール・ワールドカップの優勝国に贈られるトロフィーである。トロフィーはバスケットボール発案者ジェームズ・ネイスミスに因む。
初めてトロフィーが贈呈されたのは1967年大会。
1998年大会よりトロフィーを更新。二代目のトロフィーはドイツの金細工職人が製造したもので、デザインは当時のFIBA事務総長レナト・ウィリアム・ジョーンズが長旅に出た際に閃いた。なお、初代トロフィーはスペインのFIBA殿堂者ペドロ・フェランデスの財団に寄贈されている。
2019年大会より三代目が使用されている。三代目のトロフィーは2019年大会予選組み合わせ抽選会で披露。高さは60cmで金メッキでできている。